# 廉東均
廉 東均（ヨム・ドンギュン、염동균、Dong-Kyun Yum、1950年11月10日 - ）は、韓国のプロボクサー。忠清北道沃川郡出身。元WBC世界スーパーバンタム級王者。本貫は坡州廉氏。

## 来歴
1970年3月7日、韓国でプロデビュー。
1971年10月20日、16戦目で韓国スーパーバンタム級王座を獲得した。同王座は12度の防衛に成功した。
1974年3月17日、39戦目でOBF東洋スーパーバンタム級王者張奎喆に挑戦し、12回判定勝ちで王座を獲得した。同王座は4度の防衛に成功した（うち、日本人相手に3度防衛）。
1976年8月1日、54戦目で世界初挑戦。初代WBC世界スーパーバンタム級王者リゴベルト・リアスコに挑戦し、15回判定負けで王座獲得ならず。
1976年11月24日、リアスコから王座を奪取した王者ロイヤル小林に挑戦し、15回判定勝ちで王座を獲得した。
1977年5月21日、2度目の防衛戦でウイルフレド・ゴメスと対戦し、12回KO負けで王座から陥落した。
1977年6月27日、再起戦で洪秀煥と対戦し、12回判定負け。1980年12月19日、洪秀煥と再戦し、10回判定ドロー。この試合を最後に引退した。

## 獲得タイトル

### 地域タイトル
- 韓国スーパーバンタム級王座（防衛12=返上）
- 第10代OPBF東洋太平洋スーパーバンタム級王座（防衛4=返上）

### 世界タイトル
- WBC世界スーパーバンタム級王座（防衛1）